# El Gallo, Tlalnelhuayocan
El Gallo är en ort i Mexiko.   Den ligger i kommunen Tlalnelhuayocan och delstaten Veracruz, i den sydöstra delen av landet, 230 km öster om huvudstaden Mexico City. El Gallo ligger 1 495 meter över havet och antalet invånare är 170.
Terrängen runt El Gallo är huvudsakligen kuperad, men västerut är den bergig. Runt El Gallo är det ganska tätbefolkat, med 100 invånare per kvadratkilometer. Närmaste större samhälle är Xalapa, 6,7 km öster om El Gallo. I omgivningarna runt El Gallo växer i huvudsak städsegrön lövskog.